# Lumbricillus viridis
Lumbricillus viridis is een ringworm uit de familie van de Enchytraeidae. De wetenschappelijke naam van de soort is voor het eerst geldig gepubliceerd in 1911 door Stephenson.